# Hesperocyparis glabra
{{#ifeq:0|0|{{#if:Hesperocyparis glabra|{{#if:|[[]}}|[[]]}}}}
Hesperocyparis glabra — вид голонасінних рослин з родини кипарисових (Cupressaceae).

## Морфологічна характеристика

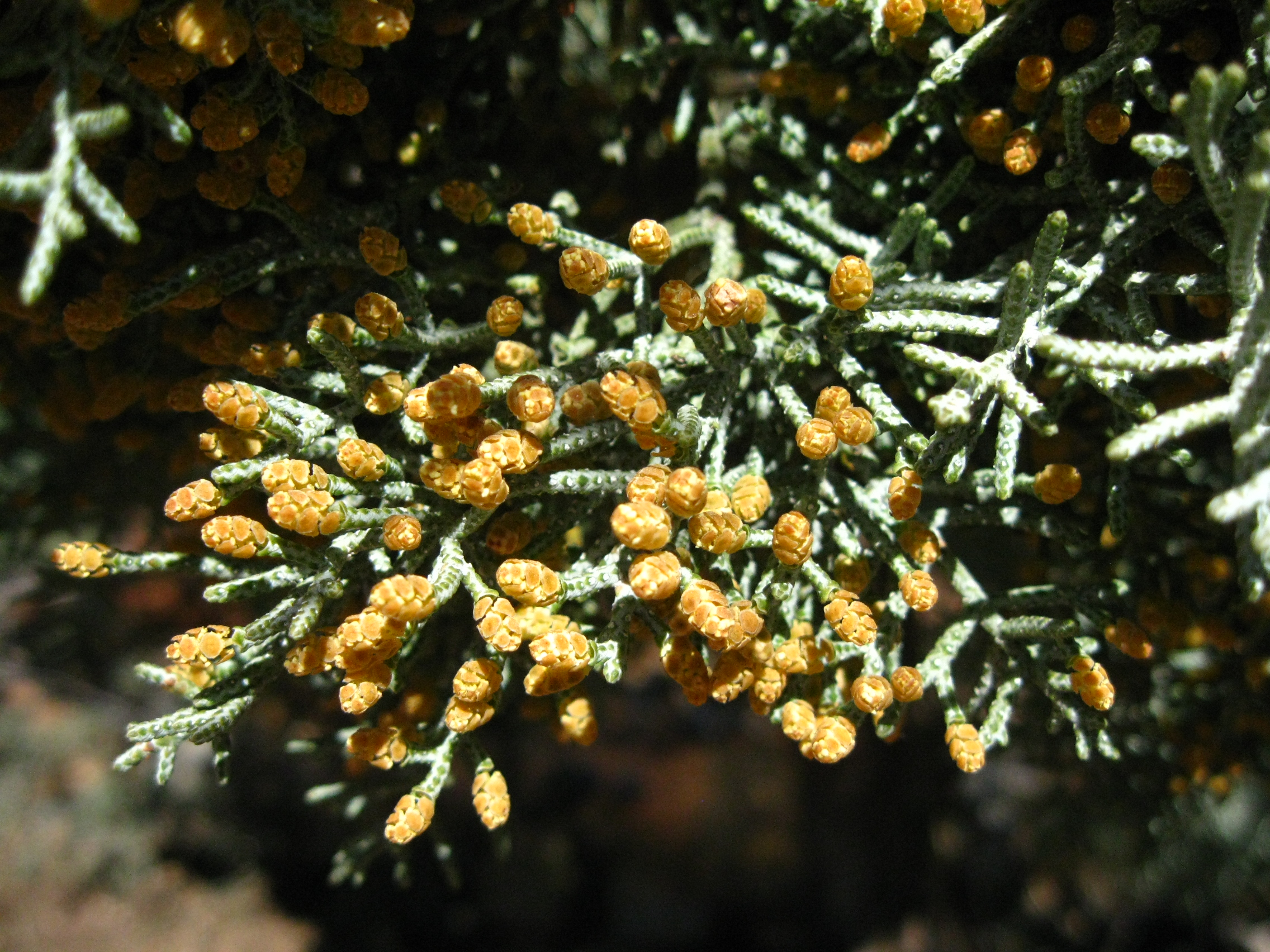

Дерево, у старшому віці, з тонкою корою вишнево-червоного або темно-коричневого кольору, як червоне дерево, що відшаровується тонкими пластинками. Насіння довжиною 4–5 мм, синювато-нальотисте. Загалом нагадує Hesperocyparis arizonica, але відрізняється гладкою червонуватою корою, що відшаровується тонкими лусочками та смужками, а також помітно активно залозистим листям.

## Поширення
Місцем проживання цього виду є здебільшого Центральна Аризона.
США: Аризона: округи Коконіно, Гіла, Марікопа та Явапаї, на висоті 1200–1680 метрів у ялівцевих лісах, зазвичай на бідних пустельних ґрунтах силікатного походження.